# دوبوویه (استان بلگورود)
دوبوویه (انگلیسی: Dubovoye, Belgorod Oblast) یک شهرک در بخش بلگورودسکی استان بلگورود کشور روسیه است.